# Christopher Rieck
Christopher Rieck (* 18. Dezember 1976) ist ein ehemaliger deutscher American-Football-Spieler.

## Laufbahn
Rieck gehörte zwischen 1999 und 2002 sowie von 2005 bis 2012 zur Mannschaft der Kiel Baltic Hurricanes. In den Spielzeiten 2003 und 2004 stand er in Diensten der Hamburg Blue Devils. Der 1,87 Meter große Spieler wurde als Linebacker und Defensive End eingesetzt. Er stand sechs Mal im Endspiel um die deutsche Meisterschaft (German Bowl): 2003 gewann er mit Hamburg und 2010 mit Kiel den Titel. Rieck war deutscher Football-Nationalspieler und wurde mit dieser 2010 Europameister.
Zur Saison 2014 wurde Rieck bei den Kiel Baltic Hurricanes Mitglied des Stabs von Cheftrainer Patrick Esume und übernahm die Betreuung der Linebacker.
Sein jüngerer Bruder Philipp Knoth schaffte 2012 den Sprung in den Kader der Kieler Mannschaft.